# Biblioteca d'estiu

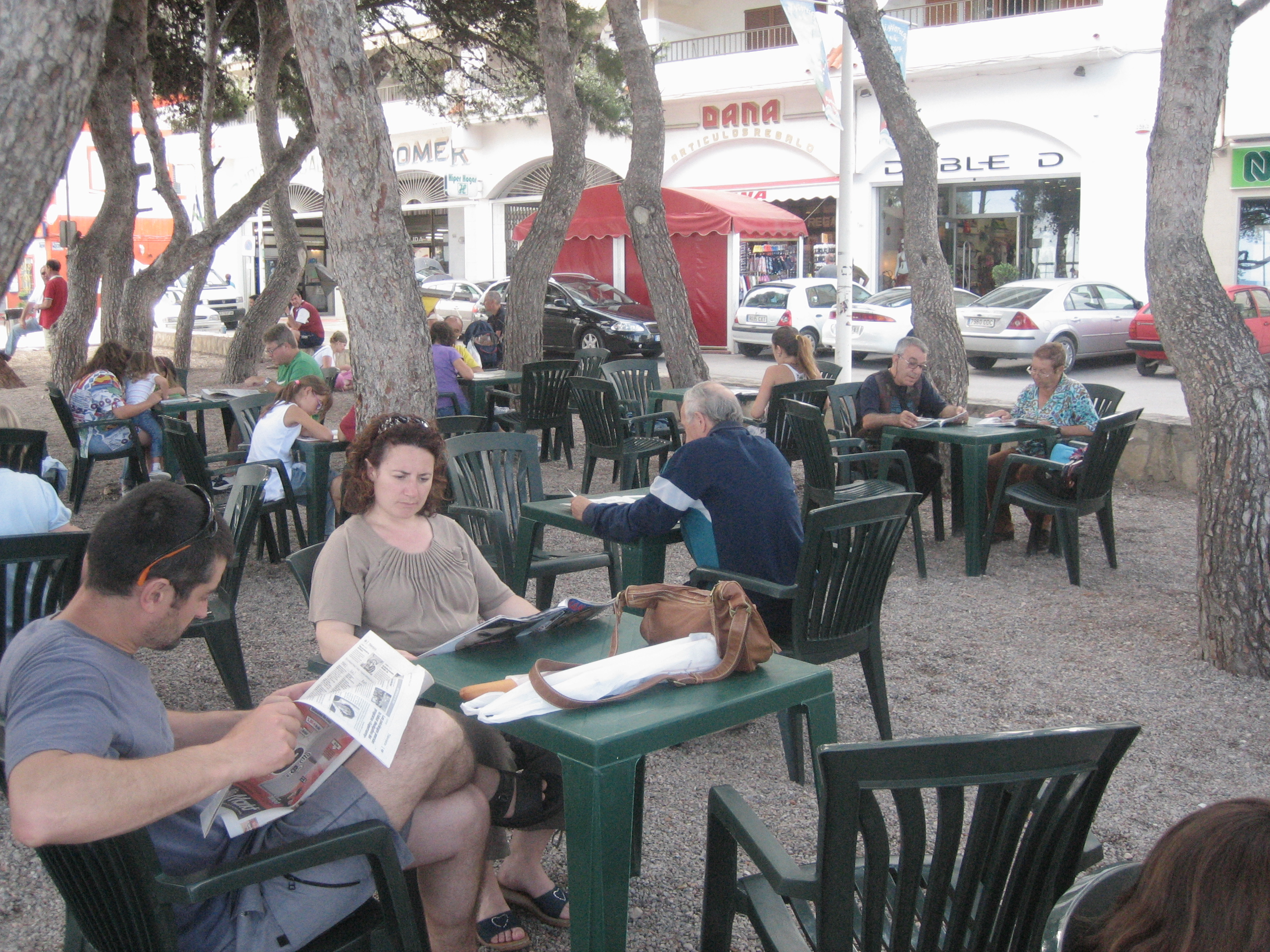
Biblioterrassa a Alcossebre, Alcalà de Xivert (Baix Maestrat. País Valencià

La Biblioteca d'Estiu és una iniciativa que ofereix activitats culturals i lúdiques a l'estiu, sovint en format d'escoles d'estiu o tallers. Són espais de formació, trobada i entreteniment, pensats per fomentar l'aprenentatge i el gaudi durant les vacances. També se l'anomena biblioteca a l'aire lliure, biblioteca de platja (biblioplatja), biblioteca de terrassa (biblioterrassa), biblioteca de plaça (biblioplaça), biblioteca de parc (biblioparc) o, biblioteca de piscina (bibliopiscina). Cadascuna de les denominacions suposa una especialització pel que fa als usuaris i a la localització.

## Característiques
Hi ha un sèrie de característiques que defineixen i delimiten la biblioteca d'estiu:
- És estacional, fonamentalment al mesos d'estiu.
- Es realitza, en quasi tots els casos, en espais oberts.

- Ofereix tots o part dels serveis propis d'una biblioteca pública, tot i que l'eix fonamental és el préstec de sala.
- Té un fons bibliogràfic limitat, amb un predomini de diaris i revistes, per una banda, i col·leccions infantils i juvenils, per l'altra.
- Té una delimitació d'espai i unes normes específiques, tot depén d'on es trobi localitzada.[3]

L'objectiu principal de les biblioteques d'estiu (a part d'altres que veurem a continuació) és oferir un espai informal als residents i usuaris de la localitat on se situa, perquè puguin gaudir de la lectura, dins d'un espai alternatiu i complementari pel que fa a les biblioteques públiques, ja que aquesta, possiblement està allunyada dels punts cèntrics de la població durant l'època.
Les activitats que normalment organitzen les biblioteques d'estiu, són activitats complementàries com ara; la narració d'històries per a tota mena de públic, animacions de carrer, tallers per als més petits i per als joves, concerts de música, etc.

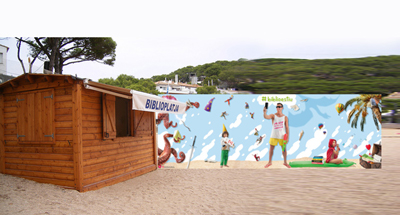
Exemple de biblioplatja a Catalunya.

## Objectius
A part d'altres objectius que les biblioteques d'estiu colen aconseguir, aquests són els principals:
- Mostrar la biblioteca a nous usuaris, perquè puguin accedir-hi.
- Fomentar l'hàbit lector en família.
- Equiparar la lectura i l'oci.
- Promocionar els serveis bibliotecaris estables de la localitat.[5]